# Vozvyshenka Aūdany
Vozvyshenka Aūdany är ett distrikt i Kazakstan.   Det ligger i oblystet Nordkazakstan, i den norra delen av landet, 400 km norr om huvudstaden Astana.